# Pet Sematary (1989)
Pet Sematary is een Amerikaanse horrorfilm uit 1989 met onder anderen Dale Midkiff, Fred Gwynne en Denise Crosby. De regie werd verzorgd door Mary Lambert. De film is gebaseerd op een gelijknamig boek van Stephen King. Er verscheen in 1992 een vervolg, Pet Sematary II. 
In april 2019 verscheen een remake van de film met in de hoofdrollen Jason Clarke en Amy Seimetz.

## Verhaal
Louis en Rachel Creed verhuizen naar Ludlow in Maine, met hun twee kinderen (Ellie en Gage), naar een prachtig gelegen huis bij het bos en aan het water. Ze wonen aan een drukke weg, waar constant grote trucks met hoge snelheden over de weg rijden. Door deze weg en het harde rijgedrag ligt er een dierenbegraafplaats in de buurt, waar verongelukte dieren liggen. Een buurman, Jud, neemt ze er eens mee naartoe. Er loopt een pad van hun huis naar de "Pet Sematary" (fout gespelde versie van dierenbegraafplaats (doordat het door jonge kinderen is geschreven), het hoort Cemetery te zijn).
Louis wordt dokter in de stad. Op zijn eerste werkdag verongelukt Victor, een scholier; hij is overreden. Als Louis denkt dat hij dood is roept de jongen zijn naam, maar het is (of lijkt) maar een droom. Later blijkt dat de jongen Louis wil waarschuwen voor iets dat even duister als gruwelijk is.
Juist als Rachel en de kinderen naar haar ouders in Chicago zijn, verongelukt Church, de kat van Ellie. Louis weet dat Ellie bij terugkomst ontroostbaar zal zijn, maar Jud schiet te hulp. Hij beweert dat als de kat achter de begraafplaats begraven zal worden (op de oude Indianenbegraafplaats), hij weer tot leven zal komen. Dat gebeurt ook, alleen lijkt de kat wat veranderd. Desondanks is Ellie blij haar kat weer te zien. Het familiedrama begint pas echt als later op een zonnige dag het gezin en meneer Crandall buiten een picknick houden en de ouders de kleine Gage een moment uit het oog verliezen.

## Rolverdeling
| Acteur                       | Personage                    |
| ---------------------------- | ---------------------------- |
| Dale Midkiff                 | Louis Creed                  |
| Denise Crosby                | Rachel Creed                 |
| Elizabeth Ureneck            | jonge Rachel                 |
| Fred Gwynne                  | Jud Crandall                 |
| Richard Collier              | jonge Jud                    |
| Miko Hughes                  | Gage Creed                   |
| Blaze Berdahl & Beau Berdahl | Ellie Creed                  |
| Brad Greenquist              | Victor Pascow                |
| Susan Blommaert              | Missy                        |
| Michael Lombard              | Irwin Goldman, Rachels vader |
| Mary Louise Wilson           | Dory Goldman, Rachels moeder |
| Andrew Hubatsek              | Zelda, Rachels zus           |
| Stephen King                 | Dominee                      |
| Zeven Britse korthaar katten | Church (onvermeld)           |

## Achtergrond
In de film zijn twee liedjes van de Ramones te horen: Sheena Is a Punk Rocker en Pet Sematary, die speciaal voor de film is geschreven. Stephen King is een liefhebber van de muziek van de Ramones.